# Murder Drones
Murder Drones (tạm dịch: Robot sát thủ) là bộ phim hoạt hình hành động khoa học viễn tưởng kinh dị được sản xuất vào năm 2021 với tác giả là Liam Vickers và Kevin Bruner, lấy bối cảnh tương lai và hậu tận thế, nơi hành tinh Copper 9, một hành tinh giả tưởng được khám phả bởi con người, do sai lầm của một Worker Drone nên con người tại đây đã hoàn toàn tuyệt diệt. Các robot, hay Worker Drones, không bị ảnh hưởng vởi sự kiện tận thế, đã cùng nhau sinh tồn tại chốn đồng không mông quạnh này. Nhưng cuộc sống họ không mấy êm ả vì luôn phải đối mặt với mối hiểm họa mang tên Murder Drone, một loại robot được trang bị đủ chủng loại vũ khí, được Trái Đất cử đến nhằm tiêu diệt toàn bộ các Worker Drones. Tưởng chỉ có vậy, nhưng bộ phim đã mở ra những câu chuyện, những bí ẩn hoàn toàn khác mà ngay cả khi phản diện Murder Drones cũng phải bắt tay với Worker Drones để đào sâu những sự thật đang bị vùi lấp lâu nay.

## Tóm tắt
Murder Drones được công bố lần đầu tiên vào ngày 9 tháng 10 năm 2021. Cốt truyện phim về những Worker Drone, những robot làm các công việc "khai thác các hành tinh trong vũ trụ" có tri giác, chiến đấu chống lại những Murder Drone cũng như mối đe dọa mới. Phim kể về câu chuyện của Uzi, một Worker Drone đang tuổi mới lớn, trước đây tìm cách chống lại các Murder Drone, nhưng hiện đang hợp tác với họ (và đang có tình cảm với một trong số họ (Serial Destination N) để tìm hiểu những bí ẩn chưa có lời giải đáp. Cuối cùng thì ở tập 8, Uzi Doorman đã đánh bại được Cyn, một con Worker Drone Zombie chơi đá quá liều. Sau đó nguời kế thừa Absolute Solver là Uzi Doorman và cô với những người bạn sống hạnh phúc bên nhau trong một khoản thời gian, trước khi một điều tồi tệ mới sẽ xảy ra.
Phần đầu tiên, khởi chiếu vào năm 2021, đã được người xem cũng như các nhà phê bình đón nhận nồng nhiệt, nhận được nhiều lời khen ngợi về hoạt hình, lồng tiếng và cách kể chuyện.

## Tập phim
| TT. | Tiêu đề               | Phân cảnh                                           | Ngày phát hành gốc |
| --- | --------------------- | --------------------------------------------------- | ------------------ |
| 1   | "THỬ NGHIỆM"          | Liam Vickers                                        | 29 tháng 10, 2021  |
| 2   | "Nhịp tim"            | Liam Vickers, Matthew Peckham và Jarrad Rumble      | 18 tháng 11, 2022  |
| 3   | "Vũ Hội Thức Tỉnh"    | Liam Vickers, Robin French và Cameron Qayoom-Taylor | 17 tháng 2, 2023   |
| 4   | "Khu vực Cabin Fever" | Matthew Peckham và Cameron Qayoom-Taylor            | 7 tháng 4, 2023    |
| 5   | "Nhà"                 | Liam Vickers và Neda Lay                            | 9 tháng 6, 2023    |
| 6   | "Đường cùng"          | Neda Lay                                            | 18 tháng 8, 2023   |
| 7   | "Tàn phá diện rộng"   | Neda Lay và AD Taeza                                | 29 tháng 3, 2024   |
| 8   | "Kết thúc tuyệt đối"  | Neda Lay, AD Taeza, Robin French và Liam Vickers    | 23 tháng 8, 2024   |

- Tập 1, Pilot ra mắt vào ngày 30 tháng 11 năm 2021, có 44 triệu lượt xem.[1][2]
- Tập 2, Heartbeat ra mắt vào ngày 19 tháng 11 năm 2022, có 21 triệu lượt xem.[2][3]
- Tập 3, The Promening ra mắt vào ngày 18 tháng 2 năm 2023, có 23 triệu lượt xem.[2][4]
- Tập 4, Cabin Fever ra mắt vào ngày 8 tháng 4 năm 2023, có 22 triệu lượt xem.[2][5]
- Tập 5, Home ra mắt vào ngày 10 tháng 6 năm 2023, có 16 triệu lượt xem.[2][6]
- Tập 6, Dead End ra mắt vào ngày 19 tháng 8 năm 2023, có 17 triệu lượt xem.[2][7]
- Tập 7, Mass Destruction ra mắt vào ngày 29 tháng 3 năm 2024, có 14 triệu lượt xem.[2][8]

## Nhân vật
- Uzi Doorman (lồng tiếng bởi Elsie Lovelock) là nhân vật chính trong Murder Drones. Cô là một Worker Drone có tính cách như một cô gái tuổi 18, nhưng lại dễ dàng trở nên yếu đuối, tổn thương khi bị bỏ lại một mình. Cô trước đây luôn phàn nàn cha mình rằng tại sao người lớn không tìm cách tiêu diệt Murder Drone đi, nhưng sau này thì cô lại đang có tình cảm (gần như là yêu nhau) với N, một trong số các Murder Drone hiện diện trên hành tinh Copper 9.
- Serial Designation N (lồng tiếng bởi Michael Kovach) là một Murder Drone và cũng là nhân vật chính. Trái ngược với vẻ ngoài tàn nhẫn, trong tập đầu tiên, N rất cởi mở và thân thiện. Cậu ta tỏ ra khá bối rối khi được hỏi tại sao phải tiêu diệt toàn bộ Worker Drone và tỏ ra nghi ngờ về nhiệm vụ đó. N thích V, nhưng lại có một sự quan tâm đặc biệt dành cho Uzi, sau này là tiền để tạo nên tình cảm giữa hai người.
- Serial Designation J (lồng tiếng bởi Shara Kirby) là một Murder Drone. Cô là trưởng nhóm Murder Drone tại hành tinh Copper 9. Sự tàn nhẫn, trung thành với tập đoàn JCJenson khiến cô sẵn sàng thủ tiêu cả đồng đội có ý định làm phản hay khác quan điểm với cô. Bản thân cô cũng là nhân vật bí ẩn nên không có quá nhiều thông tin.
- Serial Designation V (lồng tiếng bởi Nola Klopp) là một Murder Drone. Cô hay cá tính, nóng nảy, hay bốc đồng trong vài tập đầu nhưng sau này tính cách thật của cô cũng dần lộ diện: biết quan tâm đến người khác và có tình cảm với N mặc dù trước giờ cô vẫn khéo léo giữ kín chuyện này. Cô có vẻ biết đến khá nhiều chuyện bí ẩn đằng sau chương trình có tên gọi là AbsoluteSolver.
- Khan Doorman (lồng tiếng bởi David J. Dixon) là bố của Uzi. Ông là chỉ huy lực lượng WDF (Worker Defense Forces) chuyên phụ trách mảng an ninh tại Tiền đồn 3. Khan yêu thích những cái cửa đến điên cuồng (đó cũng là lý do vì sao họ của ông, vợ ông, và Uzi luôn là "Doorman"), không thích việc chiến đấu và luôn cố gắng tránh đổ máu khi đụng độ với lũ Robot sát thủ.
- Doll (lồng tiếng bởi Emma Brezy) là một Worker Drone nói tiếng Nga. Là phản diện xuất hiện ở các tập sau của bộ phim, nhờ khả năng sử dụng chương trình AbsoluteSolver như một vũ khí một cách thuần thục, cô trở thành một mối nguy hiểm đáng sợ ngay cả các Murder Drone cũng phải dè chừng. Nhưng có thể cho là Doll là một bên thứ ba, vì cô cũng có mục đích khá tương tự Uzi, mặc dù cách thức hiện của Doll khác nhiều so với Uzi.
- Tessa Elliot (lồng tiếng bởi Daisy Rose) là con người đầu xuất hiện chính thức trong toàn bộ phim. Mặc dù sự xuất hiện của cô lần đầu trông khá là đáng sợ nhưng tính cách của cô lại không nói lên điều đó: Tự tin và phấn khích khi gặp lại N ở tập 6, nhưng lại hơi non nớt và trẻ con như lúc cô còn nhỏ, có thể hiểu đó là do chấn thương tâm lý khi chứng kiến tất cả mọi người, bao gồm bố mẹ cô bị thảm sát trong nháy mắt bởi Cyn, một Worker Drone nhưng lại mang năng lực ghê gớm trong tay.
- Cyn (lồng tiếng bởi Allanah Fitzgerald) là "vật chủ" của chương trình AbsoluteSolver. Chưa có quá nhiều thông tin về cô vì có các tập xoay quanh về Cyn nhưng lúc đó là cô "đang không phải là chính mình".

## Đánh giá
Murder Drones nhìn chung được các nhà phê bình cũng như khán giả đón nhận nồng nhiệt. Bộ phim đạt điểm 8,2/10 trên IMDB và tập thử nghiệm đã nhận được hơn 3 triệu lượt xem trên YouTube. Các nhà phê bình đã khen ngợi bộ phim vì hoạt hình sống động, các nhân vật độc đáo và sự hài hước mang tính châm biếm.